# Le Roman de Genji (film, 1951)
Pour les articles homonymes, voir Le Roman de Genji.
Pour plus de détails, voir Fiche technique et Distribution.
Le Roman de Genji (源氏物語, Genji monogatari) est un film japonais réalisé par Kōzaburō Yoshimura, d'après un classique japonais datant du XIe siècle, Le Dit du Genji, attribué à Dame Murasaki Shikibu. Le film, sorti en 1951, a été adapté de façon plus moderne par le scénariste et futur réalisateur Kaneto Shindō.

## Synopsis
XIe siècle. Sous le règne de l'empereur Heian, Genji, le fils d'une ancienne favorite décédée, ne peut, pour ces raisons, prétendre à la succession. Il a une liaison avec une des épouses de son père, dont naît un enfant. Genji s'exile et s'il connaît de difficiles périodes, il est aussi le préféré des dames. De retour dans la capitale, le prince Genji est bientôt nommé ministre par son fils, devenu empereur. Celui-ci découvrira le lien de parenté qui les unit...

## Fiche technique
- Titre du film : Le Roman de Genji
- Titre original : 源氏物語 (Genji monogatari?)
- Réalisation : Kōzaburō Yoshimura
- Assistant réalisateur : Kenji Misumi
- Scénario : Kaneto Shindō, Jun'ichirō Tanizaki d'après le récit Le Dit du Genji de Murasaki Shikibu.
- Photographie : Kōhei Sugiyama
- Direction artistique : Hiroshi Mizutani
- Musique originale : Akira Ifukube
- Producteur : Masaichi Nagata
- Société de production : Daiei Studios
- Pays d'origine :  Japon
- Langue originale : japonais
- Format : noir et blanc
- Genre : drame
- Durée : 124 min[1] (métrage : 14 bobines - 3 401 m[1])
- Date de sortie :
  - Japon : 2 novembre 1951[1]

## Distribution
- Kazuo Hasegawa : le prince Hikaru Genji
- Michiyo Kogure : Fujitsubo
- Machiko Kyō : Awai no Ue
- Nobuko Otowa : Murasaki no Ue
- Mitsuko Mito : Aoi no Ue
- Yūji Hori : Yoshinari
- Denjirō Ōkōchi : Takuma Nyudo
- Hisako Takihana : une nonne

## Distinctions

### Récompense
- Prix de la photographie et de la composition plastique pour Kōhei Sugiyama et Hiroshi Mizutani au Festival de Cannes 1952[2]

### Sélection
- Le Roman de Genji est présenté en compétition lors du festival de Cannes 1952[2]

## Analyse
Après avoir constaté la renaissance du bunga-eiga (ou jun-bungaku, film inspiré par la grande littérature) autour des années cinquante, Donald Richie note aussi que « la transformation de littérature en film amène invariablement une réinterprétation. Le Roman de Genji (...) reflète sa propre époque autant que celle de Shikibu Murasaki. Le Genji de Kōzaburō Yoshimura fut tourné une année seulement avant la fin de l'occupation, et nous y voyons un Japon en train de se redéfinir. Les scènes possèdent clairement un parfum du milieu du XXe siècle. Les dames de la cour négligent leurs leçons de calligraphie et se précipitent, telles des groupies, en direction des portes afin de voir passer le sexy Genji. (...) Dame Murasaki elle-même est interprétée par Nobuko Otowa, quintessence de la fille moderne des années cinquante ».
Le récit Le Dit du Genji a aussi été adapté en film d'animation : Le Roman de Genji de Gisaburō Sugii, sorti en 1987.